# خواکین موریلو
خواکین موریلو (انگلیسی: Joaquín Murillo; ۲۷ فوریهٔ ۱۹۳۲ – ۱۰ ژانویهٔ ۲۰۰۹) بازیکن فوتبال اهل اسپانیا بود.
از باشگاه‌هایی که در آن بازی کرده‌است می‌توان به باشگاه فوتبال رئال وایادولید، باشگاه فوتبال بارسلونا بی، و باشگاه فوتبال رئال ساراگوسا اشاره کرد.